# جيش بنغلاديش
جيش بنغلاديش (بالبنغالية: বাংলাদেশ সেনাবাহিনী) يعتبر أحد القوات البرية وأكبر خدمة دفاع عن القوات المسلحة بنغلاديش. وتتمثل المهمة الأساسية للجيش في توفير القوات والقدرات اللازمة لدعم استراتيجيات الأمن والدفاع في بنغلاديش بما في ذلك الدفاع عن السلامة الإقليمية للبلاد ضد الهجوم الخارجي. تدار السيطرة والعمليات من قبل إدارة جيش قسم القوات المسلحة. بالإضافة إلى مهمته الأساسية، فإن جيش بنغلاديش ملزم دستوريًا بمساعدة الحكومة المدنية في أوقات الطوارئ الوطنية. يشار إلى هذا الدور عادة باسم «المساعدات للإدارة المدنية».

## التاريخ

### التاريخ المبكر

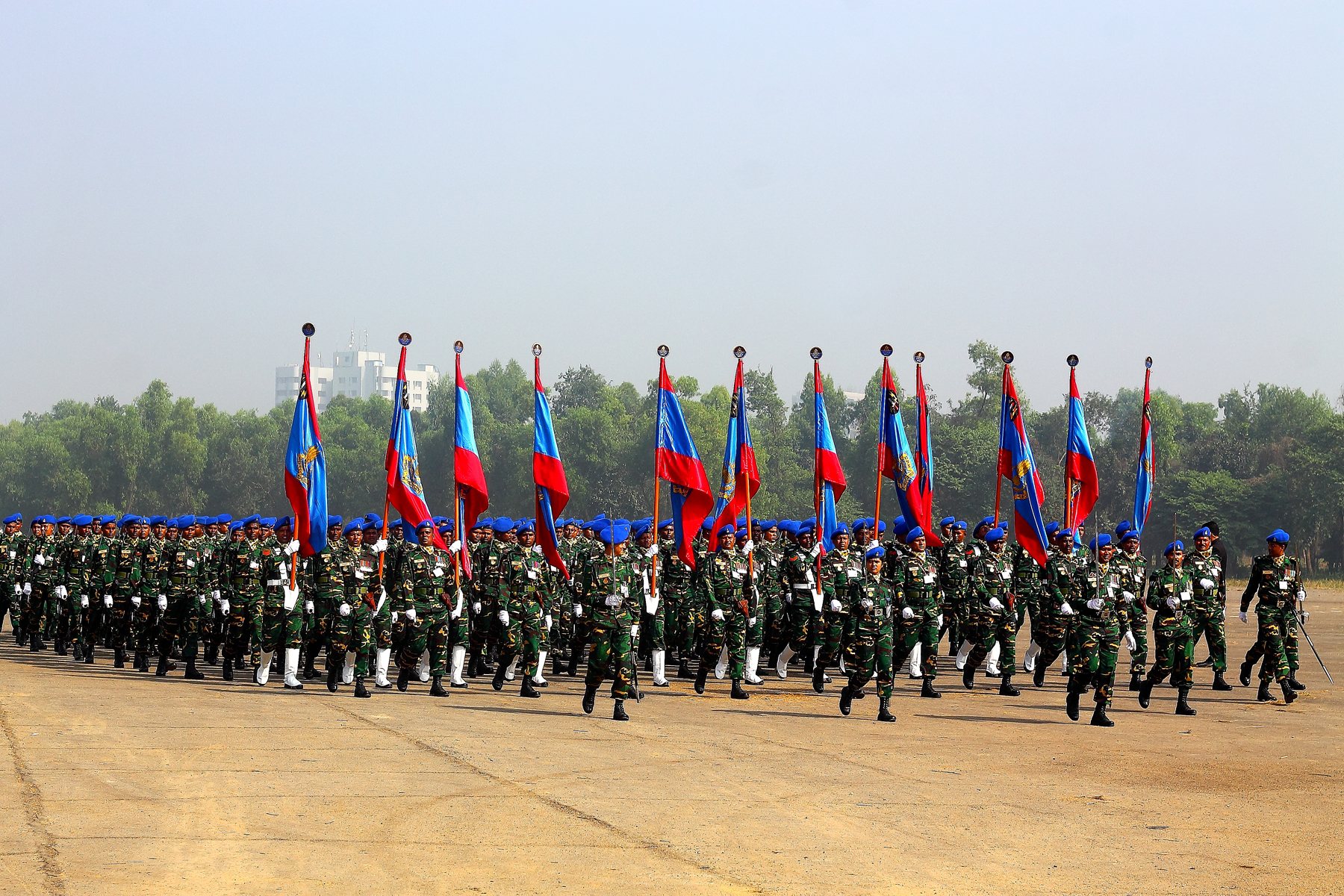
موكب لجيش بنغلاديش في دكا

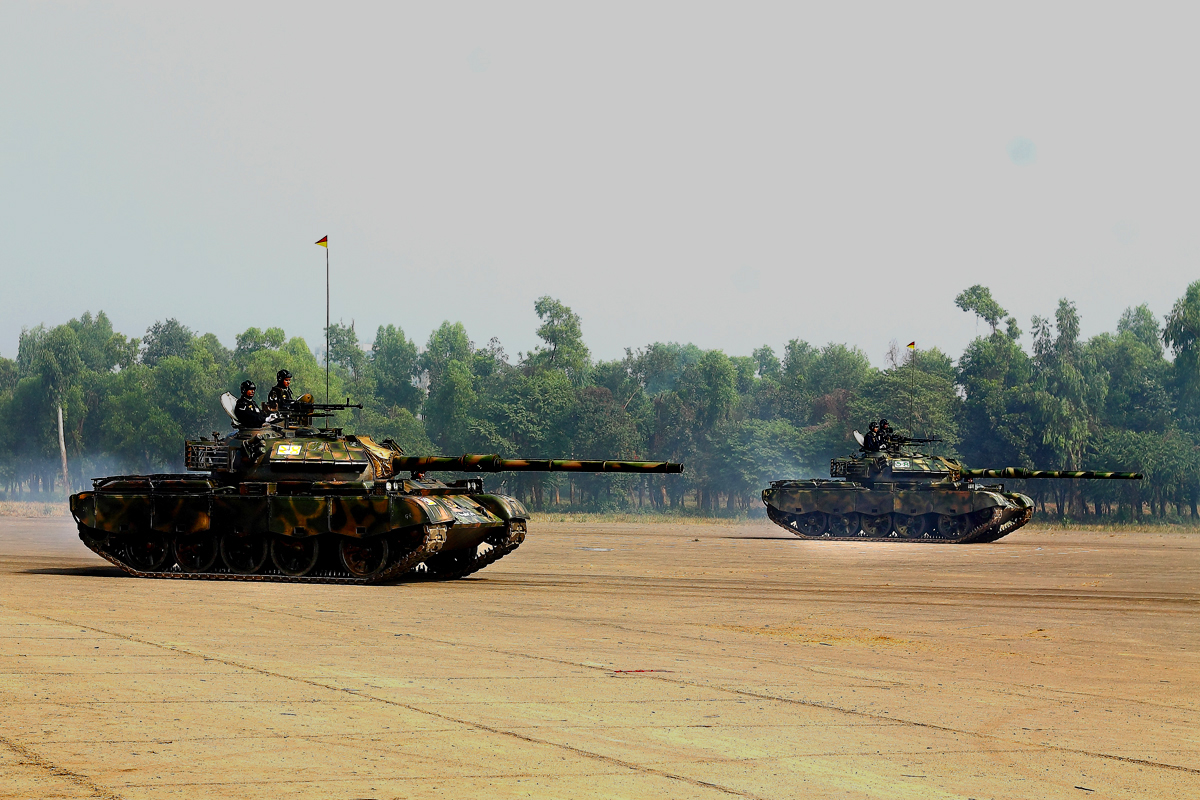
موكب في يوم النصر

تعود جذور التقاليد العسكرية للبنغال إلى جيش الملوك ورؤسائهم الذين كانوا يطلق عليهم سناباتي. الجيوش كانت تتألف من المشاة والفرسان وأفيال الحرب والقوارب الحربية. وقد أدى وصول المسلمين وإنشاء سلطنة البنغال إلى تعزيز الجيش. كانت السلطنة لديها جيوش منظمة بشكل جيد. خلال حكم المغول تم تقديم المدافع إلى البنغال.
خلال الحكم الاستعماري البريطاني، كان البنغال في الأساس حصنا للقوة البريطانية والتجارة في منطقة جنوب آسيا. هزم البريطانيون تحت قيادة روبرت جيش نواب سراج داولا القوي البالغ 50 ألف جندي في بولاشهي (بلاسي) في 1757 وبعد ذلك قوات نواب.
تم تشكيل جيش البنغال، الذي أصبح فيما بعد جزءًا من الجيش الهندي الموحد من عام 1895 إلى عام 1947. كان الجزء الشرقي من الهند البريطانية مكانًا بارزًا لتجنيد الجيش والشرطة، تم تجنيد وحدات سلاح الفرسان ووحدات المسند التي تم تجنيدها في الجبل هناك قبل تمرد Sepoy البنغالي في عام 1857. بعد التمرد، كانت الوحدات التي تحمل لقب «البنغال» لا تزال من الناحية الفنية جزءا من رئاسة البنغال في ذلك الوقت. خلال الحرب العالمية الأولى، تم تشكيل Bangali Paltan لتجنيد الجنود من البنغال. في عام 1916، أنشأت الحكومة البريطانية الشركة البنغالية المزدوجة. تم تدريب الجنود في كراتشي وشحنهم إلى بغداد. قاتلوا في الحرب وبعد ذلك ساعدوا في سحق تمرد الأكراد في عام 1919.
خلال الحرب العالمية الثانية، أنشأت القيادة الشرقية للقوات المسلحة البريطانية قوة مساعدة كانت مهندسين جزئين ومشاة جزء يدعى الفيلق الهندي الرائد. تم تجنيد معظم الجنود من غرب البنغال وشرقها. ساعدت هذه القوة في المجهود الحربي الرئيسي عن طريق بناء الطرق، والمطارات، والتحصينات، وعند الضرورة، حاربت اليابانيين في دور المشاة. تم تنظيم هذه القوة في مجموعات الشركات المرتبطة بفرق مختلفة من الجيش الهندي في دور الدعم المباشر. النقيب عبد الغانيكان قائد شركة في جبهة بورما وقاد قواته في المعركة. بعد الحرب، تمركز هؤلاء الجنود الرواد في جالنا، الهند، في انتظار أن يتم تسريحهم والعودة إلى ديارهم. في عام 1946، تصور الكابتن غاني، الذي كان آنذاك، القائد والمدير العام لمركز الفيلق الهندي الرائد في جالنا، فكرة تشكيل فوج المشاة من جنود الرواد من البنغال الشرقية الذين كانوا سيعودون إلى ديارهم، إلى قائد المركز. بعد حصوله على إذن من رئيس أركان الجيش الباكستاني الجنرال فرانك ميرفي، نظّم رجاله لتشكيل نواة فوج المشاة، بانجالي بالتان (الفصيلة).

### فترة الباكستان
وقت إنشاء الباكستان حصل القائد غاني على موافقة القائد العام المعين حديثًا للجيش الباكستاني الجنرال مرسيري لتشكيل فوج البنغال الشرقي الذي يتألف فقط من الشباب من ولاية البنغال الشرقية، وهو شرق باكستان. في 17 أغسطس 1947، قام الجنرال مسرفي أثناء توديع جنود فرقة الرواد من بومباي بتأييد وجهات نظر القائد غاني وقال «سوف تثبت للعالم أن الجنود البنغاليين يتمتعون بنفس الكفاءة مثل باقي دول العالم». بهذه الكلمات الملهمة، انتقل الكابتن غاني إلى دكا في سبتمبر 1947 مع اثنين من الشركات الرائدة وكان مقره مؤقتا في بيلخانا الآن مقر قيادة حرس الحدود في بنغلاديش. وقد أخبرته الإدارة في وقت لاحق لإيجاد مكان مناسب لاستيعاب الجنود. انتقل إلى الشمال من العاصمة ووجد كيرميتولا كمكان مثالي لإيواء المعسكرات. اليوم المتراكم في يوم من الأيام تم بناء الثكنات وإزالة الأدغال، وإعداد أرض العرض.
في 15 فبراير 1948، رفع علم فوج البنغال الشرقي الأول، وهو رائد جيش بنغلاديش، مع الكابتن غاني على رأس كل الشؤون على الرغم من أن الضابط الأول كان بريتيش تيليكوم كولونيل فيجيه باترسون. بعد رفع الكتيبة الأولى تمت الموافقة على الكتيبة الثانية بدأ الكابتن جاني في تجنيد الأفراد للفوج. في 7 فبراير 1949، رفع علم ولاية البنغال الشرقية الثانية مع الجنود المجندين حديثًا ومن أفراد من أول شرق البنغال. قبل حرب تحرير بنغلاديش في عام 1971، تم تشكيل ما مجموعه 8 كتائب من فوج شرق البنغال.

### حرب التحرير 1971
حرب تحرير بنغلاديش
في عام 1970، قاد الشيخ مجيب الرحمن زعيم حزب رابطة عوامي البنغلاديشي للفوز في الانتخابات العامة في باكستان. رفض الجيش الباكستاني الذي كان في السلطة آنذاك تسليم السلطة واندلعت الاضطرابات. في 25 آذار / مارس 1971 قامت القوات المسلحة الباكستانية بقمع السكان المدنيين في شرق باكستان من خلال بدء عملية تفتيش الكشاف، وأعلن الشيخ مجيب الرحمن استقلال بنغلاديش. قتل الجيش الباكستاني والقوات شبه العسكرية المتحالفة معها مئات الآلاف من المدنيين وأفراد يرتدون الزي الرسمي. ونتيجة لذلك، في آذار / مارس 1971، ثار الجنود البنغاليون في شرق باكستان وبدأت حرب تحرير بنغلاديش. كان هناك مؤتمر لقادة قطاع جيش بنغلاديش خلال 11-17 يوليو 1971. وعقد المؤتمر بعد ثلاثة أشهر من أداء حكومة بنغلاديش التي شكلت حديثا في ميهيربور، كوشيتيا. خلال هذا المؤتمر تم تحديد البنية والتشكيل وحل القضايا المحيطة بتنظيم مختلف القطاعات والاستراتيجية والتعزيزات للقوات البنجلاديشية. كانت ذات أهمية تاريخية كبيرة من وجهة نظر تكتيكية، حيث حددت هيكل قيادة القوات البنجلاديشية في جميع أنحاء حرب تحرير بنغلاديش.
وقد ترأس هذا المؤتمر برئاسة الحكومة المؤقتة بنغلاديش في المنفى برئاسة رئيس الوزراء آنذاك تاج الدين أحمد والعقيد (متقاعد) MAG عثماني صدر من رئيس هيئة الأركان المشتركة للقوات المسلحة بنغلاديش. أعيد MAG Osmani إلى الخدمة الفعلية من تقاعده. ومن بين المشاركين الرئيسيين في هذا المؤتمر: قائد الأسطول م. حميد الله خان، الرائد ضياء الرحمن، الرائد عبد الجليل، النقيب ATM Haider، اللفتنانت كولونيل راب والرائد خالد مشرف. نتيجة لهذا الاجتماع، تم تقسيم بنغلاديش إلى إحدى عشر قطاعا. تم وضع هذه القطاعات تحت سيطرة قادة القطاع، الذين سيديرون حرب العصابات ضد قوات الاحتلال الباكستانية. ولتحسين الكفاءة في العمليات العسكرية، تم تقسيم كل من القطاعات إلى عدد من القطاعات الفرعية. وكملاحظة، كان القطاع العاشر تحت القيادة المباشرة للقائد العام، وشمل وحدة الكوماندوز البحرية كقوة خاصة.
في أعقاب المؤتمر، أطلقت قوات بنغلاديش فترة من حرب العصابات الطويلة، والتي استمرت لعدة أشهر. تمت إعادة تنظيم أخرى وتم تنظيم قوات بنجلاديش إلى ثلاث مجموعات قتالية من الألوية:
- تم إنشاء K Force تحت قيادة الرائد خالد مشرف مع فوج البنغال الشرقي الرابع، التاسع والعاشر.
- تم إنشاء S Force، تحت قيادة الميجور KM Shafiullah، مع فوج بنغال الغربية الشرقي الثاني والحادي عشر.
- تم إنشاء Z Force تحت قيادة الرائد ضياء الرحمن مع فوج البنغال الشرقي الأول والثالث والثامن.

## ظهور جيش بنغلاديش
خلال السنوات التشكيلية بعد نهاية الحرب، تم استيعاب أفراد من موكتي باهيني في فروع مختلفة من جيش بنغلاديش. في عام 1974 تم استيعاب جنود وضباط بنغلاديشيين عادوا من باكستان بعد حرب تحرير بنغلاديش إلى جيش بنغلاديش.
خلال فترة 1972-73، تم إنشاء المهندسين والإشارات والخدمات العسكرية، والعتاد، والشرطة العسكرية، وفرق إعادة التأهيل البيطري والفلاح والطبي في جيش بنغلاديش. أُنشئت أكاديمية عسكرية في بنغلاديش في معسكر كوميلا في عام 1974. وفي 11 كانون الثاني / يناير 1975، جرى استعراض موكب أول دورة قصيرة للجيش البنغلاديشي. في عام 1975 تم تأسيس فوج الحرس الرئاسي (PGR).
كانت هناك شكوك بين أفراد الجيش في تشكيل القوات شبه العسكرية جاتيا راخي باهيني وإضافة أعضاء مدني بهتي البهيني فيه. وضعت هذه الشكوك والمفاهيم الخاطئة الأساس وشكلت حجر الأساس للنزاعات بين ضباط الجيش المحترفين والإدارة الحاكمة مما أدى إلى فصل دموي للغاية في تاريخ بنغلاديش المستقلة حديثًا.

## الانقلابات والانتفاضات والاغتيالات
في 15 أغسطس 1975 عدد قليل من ضباط الجيش عزل، صغار الضباط الساخطين وضباط الصف خططت سرا لأغتيال الرئيس مجيب الرحمن وجميع أفراد أسرته في مقر الشخصية في دانموندي، دكا، عدا ابنتيه (الشيخة حسينة والشيخة ريحانة) الذين كانوا خارج البلاد.
تم إعدام خمسة من هؤلاء الضباط المسؤولين في يناير / كانون الثاني 2010 بينما لا يزال آخرون يفرون وهم خارج بنغلاديش. بعد اغتيال الشيخ مجيب الرحمن، تم تشكيل حكومة جديدة بقيادة خاندكار بدعم من المخططين للانقلاب.
بعد ثلاثة أشهر في 3 نوفمبر 1975، قاد العديد من الضباط الكبار وضباط الصف بقيادة اللواء خالد مشرف والعقيد شافع جميل قواتهم الخاصة لإزالة حكومة خاندكر مشتاق من السلطة التي اعتقدوا أنها حكومة غير قانونية في المقام الأول. وفي اليوم نفسه، قامت نفس المجموعة من أفراد الجيش الساخطين الذين اغتالوا الشيخ مجيب وسجنوا سياسيين متورطين في حرب تحرير بنغلاديش، باغتيال سيد نصر الإسلام، ومحمد منصور علي، وأحمد قمر الزمان في سجن دكا المركزي. رئيس أركان الجيش، تم وضع اللواء ضياء الرحمن قيد الإقامة الجبرية.
في 7 نوفمبر 1975، تمركزت انتفاضة قصيرة ولكن منظمة للغاية في دكا فقط، تشكلت من قبل أعضاء Jatiyo Samajtantrik Dal (الحزب الاشتراكي القومي) وأعضاء من المجندين بقيادة اللفتنانت كولونيل (Retd) أبو طاهر أدت أيضا إلى قتل العديد من ضباط وجنود الجيش والجيش بما فيهم اللواء خالد مشرف، الرائد ATM Haider . العقيد شفاعت جميلاعتقل واعتزل بالقوة. وأطلق العقيد أبو طاهر اللواء ضياء الرحمن الذي سجنه خالد مشرفة. رفع ضياء الرحمن ترقيته إلى رتبة لفتنانت جنرال وعين نفسه رئيسًا لأركان الجيش ونائبًا لرئيس قسم القانون العرفي. ثم قام بإعدام المقدم طاهر لدوره في الانقلاب في 7 نوفمبر .في عام 1977 في ظل استفتاء عام على نعم، لم يكن هناك تصويت رئيسًا. في 30 مايو 1981 اغتيل الرئيس ضياء الرحمن في حلبة Chattogram Circuit House في انقلاب عسكري.
وبعد أقل من عام، تولى الجنرال حسين محمد إرشاد، رئيس أركان الجيش آنذاك عام 1982، السلطة في انقلاب صامت عند الفجر، وعلق الدستور وفرض الأحكام العرفية، وبقي في السلطة من خلال الانتخابات المهزلة والفساد. وظل في السلطة حتى 6 ديسمبر 1990.

## النمو اللاحق
بعد انقلاب عام 1975، تم استيعاب أفراد إضافيين في الجيش النظامي عندما ألغت حكومة الأحكام العرفية وتم تقسيم بنغلاديش إلى خمس مناطق عسكرية. عندما تسلم إرشاد السلطة عام 1982، استقرت قوة الجيش عند حوالي 70.000 جندي. ابتداء من عام 1985، كان الجيش قد عانى من طفرة أخرى في النمو. وحتى منتصف عام 1988، كان لديها حوالي 90.000 جندي (على الرغم من أن بعض المراقبين اعتقدوا أن العدد كان أقرب إلى 80000)، أي ثلاثة أضعاف الرقم عام 1975.
شاركت القوات المسلحة البنغلاديشية في حرب الخليج عام 1991 في عملية عاصفة الصحراء جنبا إلى جنب مع القوات المتعددة الجنسيات الأخرى تحت قيادة الحلفاء. جلب جيش بنغلاديش فرقة من المهندسين وتولى مهمة إزالة الألغام والقنابل في الكويت. ويعد هيكل جيش بنغلاديش مماثل لجيوش دول الكومنولث . ومع ذلك، حدثت تغييرات كبيرة في أعقاب اعتماد إجراءات التخطيط التكتيكي للجيش الأمريكي، وتقنيات إدارة التدريب وأنظمة الضباط التعليمية غير المصرح بها.

## هدف القوات 2030
تمر القوات المسلحة البنغلاديشية بخطة تحديث طويلة المدى باسم «غوتبال جول 2030». يخضع جيش بنغلاديش لحملة توسعية وتحديث ضخمة وفقا للخطة. يتم تقسيم القوة إلى ثلاث فرق - الوسطى والشرقية والغربية.
وقد أنشأت ثلاث فرق مشاة جديدة:
- فرقة المشاة ال17 في سيلهيت .
- فرقة مشاة 10TH في رومو في كوكس بازار.
- فرقة مشاة 7TH في باريسال - باتوخالي .

لجعل العدد الإجمالي للمشاة الانقسامات عشرة. يتم تجهيز الجنود بمعدات حديثة مثل منظارات للرؤية الليلية (NVG)، وخوذات باليستية، ومعدات واقية للعيون، وسترة مضادة للرصاص، وأجهزة اتصال شخصية، وجهاز لتحديد المواقع من طراز palmtop ، وبنادق هجومية من طراز BD-08 مع رؤية منظار Collimator .
لزيادة قدرات التشغيل الخاصة، تم رفع كتيبة الكوماندوز الثانية . شكلت الكتيبتان كتيبة شبه كوماندوز للبلاد. قام جيش بنغلاديش بشراء 44 دبابة MBT-2000 من الصين في عام 2011.
وقد أكمل مهندسو الجيش البنغلاديشي ترقية الدبابات من طراز 69 إلى معيار 69IIG من النوع . وهم الآن يقومون بتحديث 174 دبابة من النوع 59 إلى موديل 59G Durjoy القياسي. لزيادة حركة قوات المشاة، 300 مركبة مدرعة مثل BTR-80 APC ، Otokar Cobraتم شراء LAV.
لتحديث قوات المدفعية، تم شراء نظام مدفعية نورا B-52 K2 من صربيا . وزيادة قوة نيرانهم بإضافة فوجين لنظام قاذفة الصواريخ المتعددة الموجهة WS-22 . تم إضافة اثنين من أفواج صاروخ «إف.إس. 90» من سطح إلى جو في عام 2016 لتعزيز قدرات الدفاع الجوي. ويجري أيضا تحديث جناح الطيران للجيش. تم وضع اثنين من Eurocopter AS365 Dauphins في الخدمة في عام 2012. [ ستة تم شراء Mil Mi-171Sh في عام 2016. تم طلب طائرة نقل واحدة من طراز C-295W من إسبانيا والتي تم تسليمها في عام 2017. كما قام الجيش البنجلاديشي بشراء 36 طائرة استطلاع استطلاع Bramor C4EYE لميدان المعركة من سلوفينيا في عام 2017.

## المساهمة في عمليات الأمم المتحدة لحفظ السلام
شارك جيش بنغلاديش بنشاط في عدد من عمليات دعم السلام التابعة للأمم المتحدة (UNPSO) منذ إنشائها في السبعينيات. تم نشرها لأول مرة في عام 1988، عندما شاركت في عمليتين - UNIIMOG في العراق و UNTAG في ناميبيا بدأ الرئيس HM Ershad هذه عمليات الانتشار للمرة الأولى، بدءا من المساهمة في UNIIMOG في العراق .
في وقت لاحق، كجزء من قوة اليونيكوم المنتشرة في الكويت والمملكة العربية السعودية في أعقاب حرب الخليج، أرسل جيش بنغلاديش كتيبة مشاة ميكانيكية (حوالي 2193 فرداً). ومنذ ذلك الحين، شارك جيش بنغلاديش في ما يصل إلى ثلاثين من مختلف المنظمات غير الحكومية التابعة للأمم المتحدة في خمس وعشرين بلداً. شمل هذا الأنشطة في أنغولا وناميبيا وكمبوديا والصومال والسودان وإريتريا وأوغندا والبوسنة والهرسك وموزمبيق ويوغسلافيا السابقة وليبيريا وهايتي والصحراء الغربية وسيراليون وكوسوفو وجورجيا والشرق.
ونتيجة لمساهماتها في مختلف عمليات الأمم المتحدة لحفظ السلام، فقد ما يصل إلى 88 جنديا بنغلادش أرواحهم (حتى شباط / فبراير 2009). ومع ذلك، فقد وصف أداء الوحدات البنغلاديشية بأنه من «أعلى رتبة» كما أن تعيين العديد من كبار ضباط الجيش البنغلاديشي بصفتهم قائداً لبعثات حفظ السلام التابعة للأمم المتحدة وكبار ضباط الاتصال العسكريين، يمكن اعتباره اعترافاً إضافياً تقدير جيش بنغلاديش المتزايد في مجتمع حفظ السلام. في يناير 2004، وصفت بي بي سي قوة الأمم المتحدة البنغلاديشية بأنها «كريم الأمم المتحدة لحفظ السلام».
لقد تخصص جيش بنغلاديش قدرات عملياته لحفظ السلام حول العالم من خلال المشاركة في العديد من عمليات حفظ السلام وبناء الأمة. وقد أنشأت BIPSOT (معهد تدريب عمليات دعم السلام في بنغلاديش) الذي يتخصص في تدريب أفراد حفظ السلام للعمل في جميع أنواع عمليات الأمم المتحدة لدعم السلام. يفي هذا المعهد بمتطلبات برنامج الأمم المتحدة الإنمائي وفقا لقرار الجمعية العامة للأمم المتحدة الذي يحدد "ضرورة ومسؤولية كل دولة لتدريب قواتها المسلحة قبل أي عملية نشر.

## هيكل الرتبة

### ضابط مفوض (موظف حكومي من الدرجة الأولى مسؤول)
يتم منح اللجنة في أكاديمية بنغلاديش العسكرية ويتم تكريم الضباط المفوضين «كضابط مدرسي من الدرجة الأولى» من قبل حكومة بنغلاديش.

## معرض صور

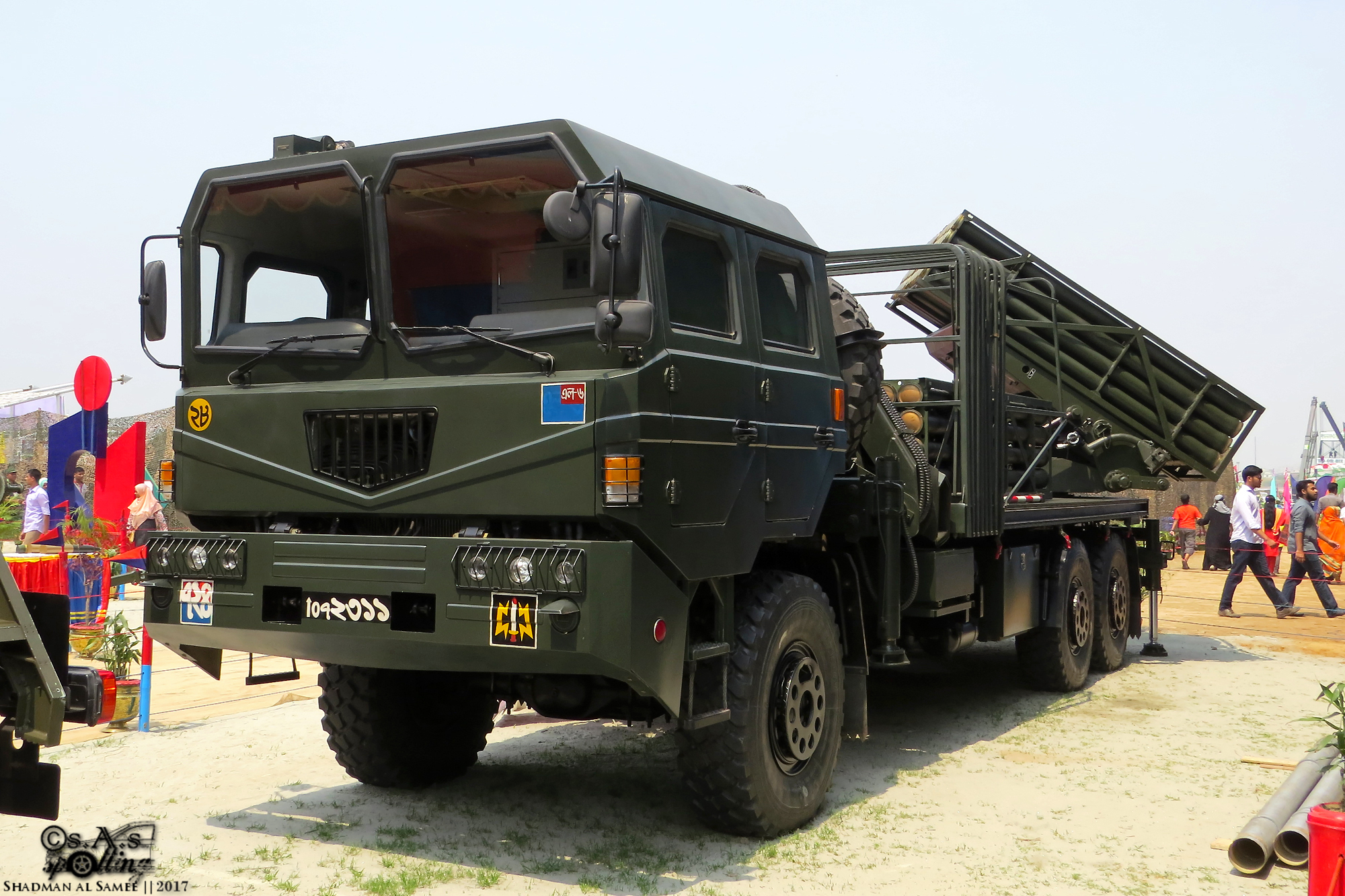
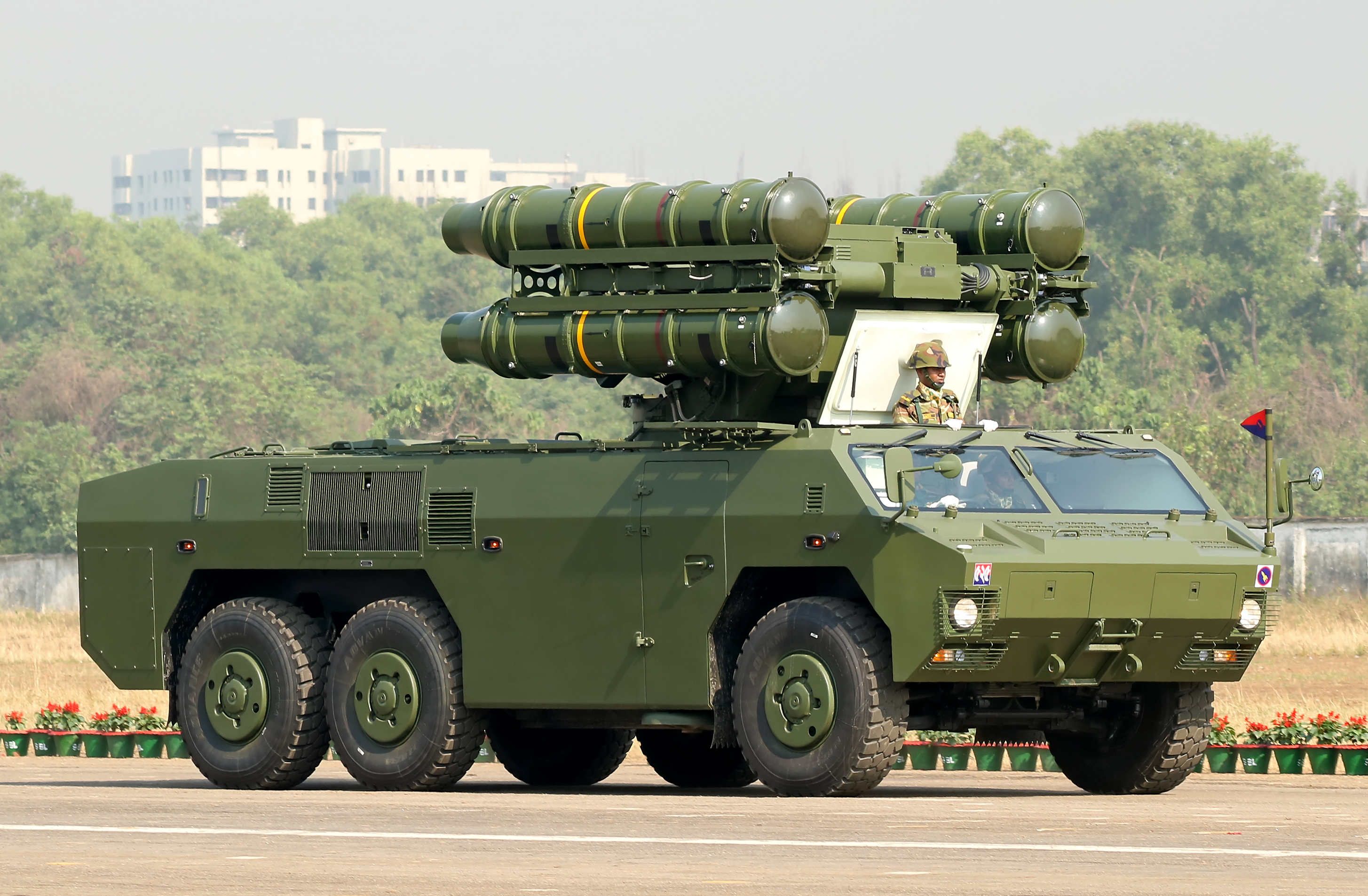
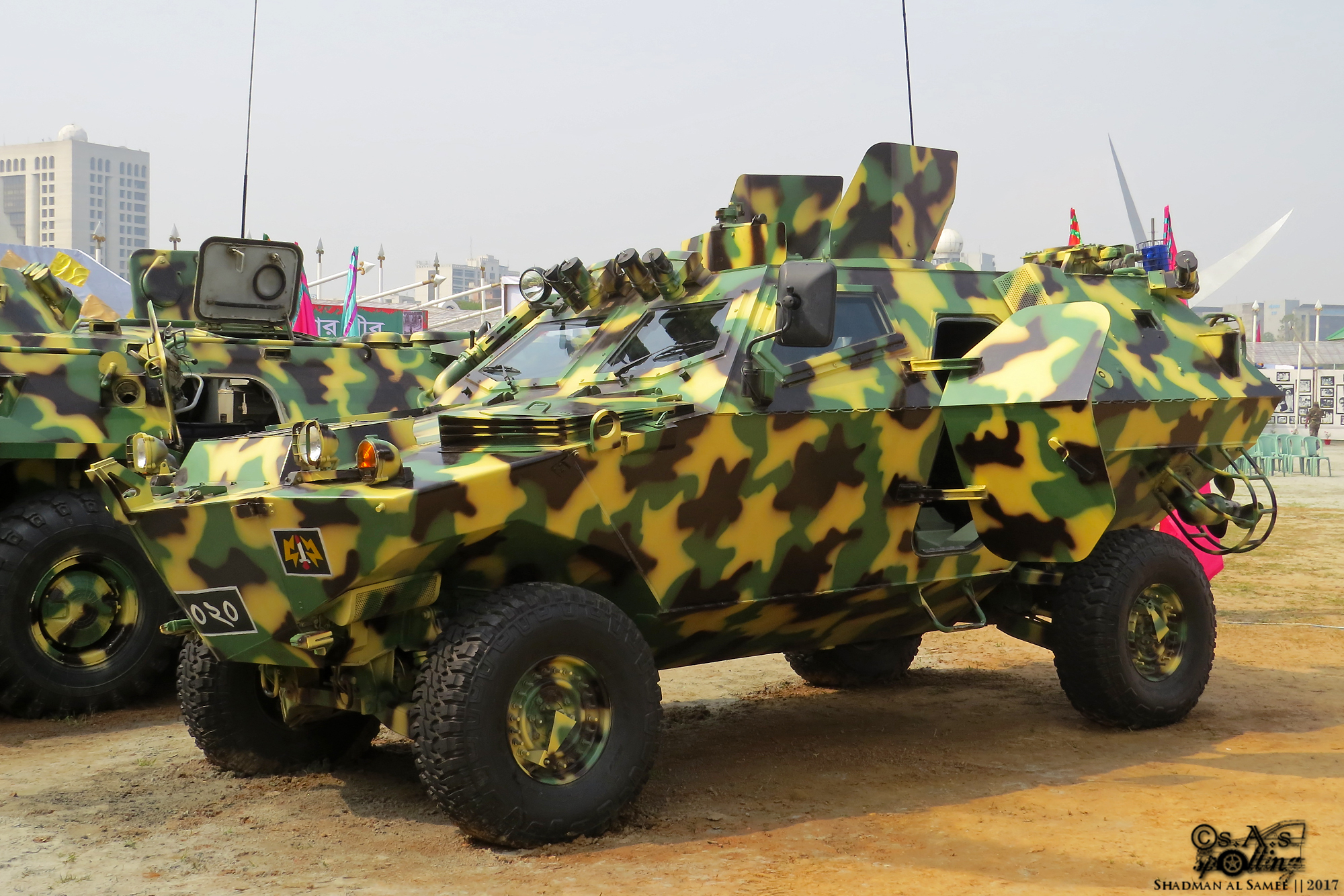
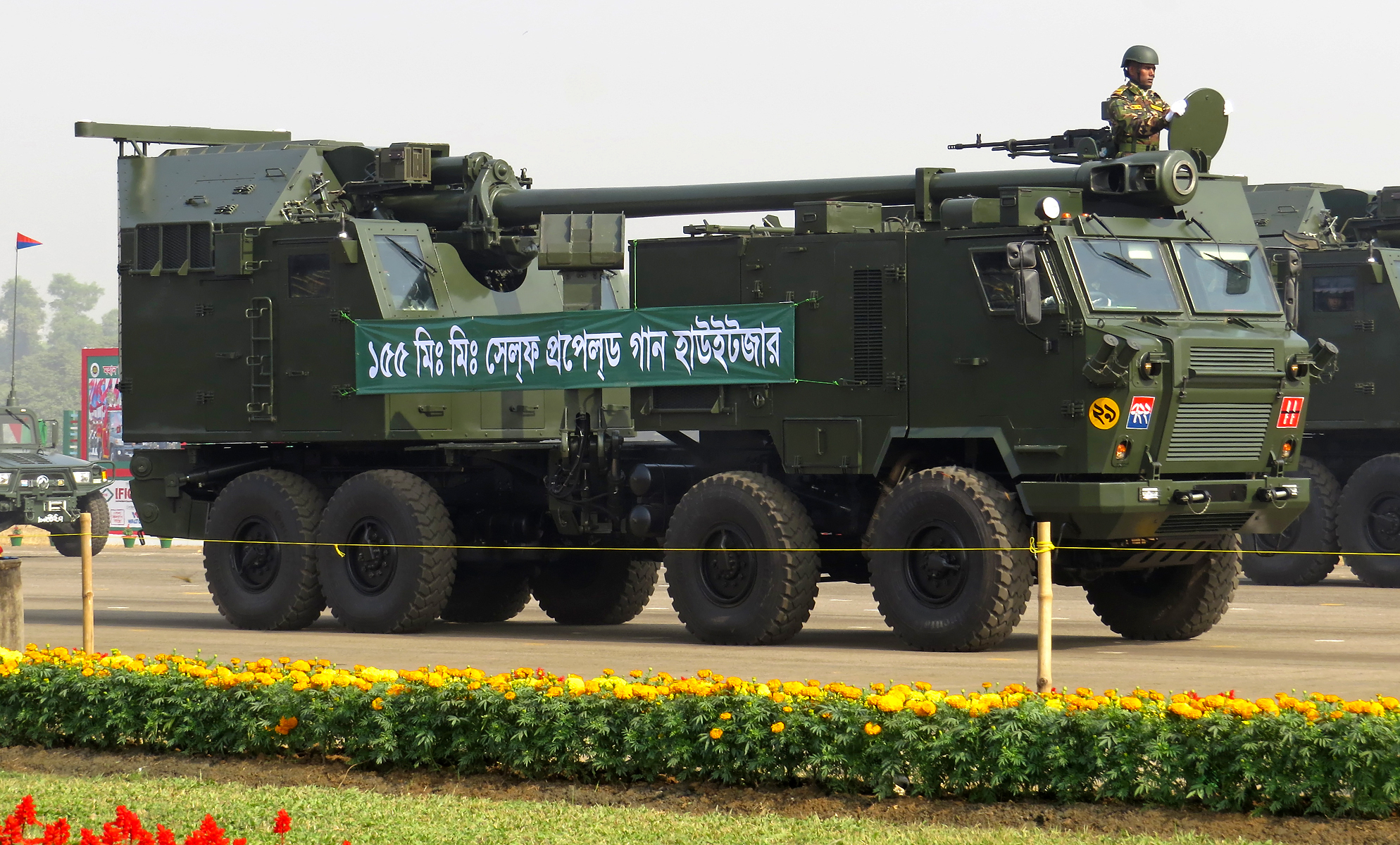